# الوزير السراج
الوزير السراج: هو أبو عبد الله محمد بن محمد الأندلسي المعروف بالوزير السراج، عاش بين القرنين 11-12هـ/ 17-18م، وإذ لا نعرف تاريخ ميلاده، فإنه توفي عام 1149هـ/ 1736-1737. مؤرخ تونسي وصاحب كتاب الحلل السندسية في الأخبار التونسية.

## حياته
ينحدر الوزير السراج من عائلة أندلسية الأصل مستقرة بمدينة تونس. وقد درس على عدد من الشيوخ ومن بينهم محمد الغماد ومحمد فتاتة وأحمد برناز صاحب كتاب الشهب المحرقة والذي استقى منه الوزير السراج البعض مما أورده من أخبار في كتابه الحلل السندسية .. اشتغل الوزير السراج في البداية في صناعة الشاشية التي جاء بها الأندلسيون إلى تونس وبقيت تحتكرها بعض العائلات الأندلسية. ثم تولى التدريس بعدد من جوامع مدينة تونس قبل أن ينتقل للتدريس بجامع الزيتونة. ويذكر محمد مخلوف أنه كان محدّثا وأنه كان مؤرخا ألمعيا. أما هلى المستوى السياسي فلم يقم الوزير السراج بدور فاعل، سوى أنه تقرّب من حاكم تونس محمد الثاني ابن مراد باي الثاني، وكتب فيه قصائد مدحية، وقد كلفه هذا الباي ببعض الدروس ومن بينها قراءة البخاري في مدرسة القايد مراد. كما تقرب بعده من مؤسس الدولة الحسينية حسين بن علي  الذي طلب منه أن يؤلف كتابا في التاريخ، فما كان منه إلا أن ألف الحلل السندسية، وبذلك فهو يعتبر مؤرخا رسميا، وقد طبع كتابه لأول مرة عام 1287هـ/ 1870-1871 لدى المطبعة الرسمية التونسية ضمن جريدة الرائد الرسمي التونسي.

## آثاره
عرف الوزير السراج بكتابه الموسوم الحلل السندسية في الأخبار التونسية والذي يعد مصدرا من مصادر تاريخ تونس في القرن السابع عشر وبداية القرن الثامن عشر. إلا أنه أقل قيمة من ذلك بالنسبة للأزمنة التاريخية السابقة التي اكتفى فيما يخصها بالنقل عن سابقيه. كما كني الوزير السراج قصائد مدح ورثاء أورد بعضها في المجلدين الثاني والثالث من كتابه وقد مدح فيها عددا من حكام عصره ومن بينهم خاصة الباي حسين بن علي، كما كتب قصائد في رثاء عدد من علماء عصره.

## مرجع
- عبد السلام، أحمد، المؤرخون التونسيون للقرون 17 و18 و19: رسالة في التاريخ الثقافي، (بالفرنسية)، منشورات الجامعة التونسية، تونس 1974، ص 220-223.

## إشارات مرجعية
1. ↑  Ahmed Abdesselem, Les historiens tunisiens des XVIIe, XVIIIe et XIXe siècles, essai d'histoire culturelle, Publications de l'Université de Tunis, 1973, p. 221
2. ↑  المصدر نفسه ص 222
3. ↑  بداية الطباعة العربية في تونس نسخة محفوظة 05 مارس 2016 على موقع واي باك مشين.
4. ↑  Ahmed Abdesselem, Les historiens tunisiens op. cit., p. 223